# Coração de Maria
Coração de Maria is een gemeente in de Braziliaanse deelstaat Bahia. De gemeente telt 23.774 inwoners (schatting 2009).

## Aangrenzende gemeenten
De gemeente grenst aan Conceição do Jacuípe, Feira de Santana, Irará, Pedrão, Santanópolis en Teodoro Sampaio.